# Дакридиум кипарисовый
Дакридиум кипарисовый (лат. Dacrydium cupressinum; маорийское название — риму (маори rimu) — вид из рода Дакридиум (Dacrydium) семейства Подокарповые (Podocarpaceae). Эндемик Новой Зеландии.

## Распространение
Растение широко распространено на территории всей Новой Зеландии, встречаясь на островах Северный, Южный (на побережье) и Стьюарт. Произрастает в низменных и горных лесах, иногда в субальпийских пустошах.
В ботаническом саду Отари-Уилтонс-Буш в Веллингтоне растёт риму, по оценкам специалистов, достигший возраста 800 лет.

## Биологическое описание

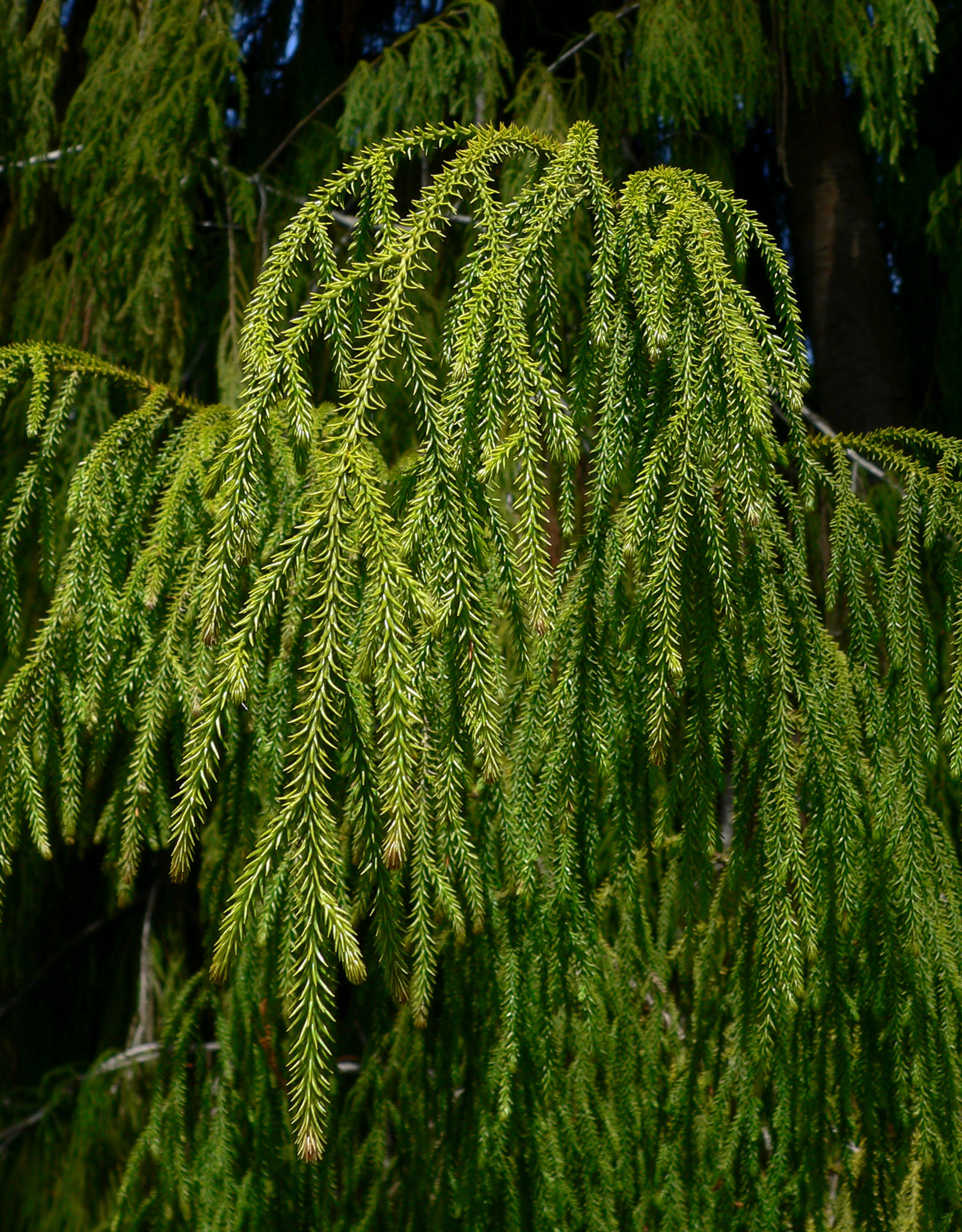
Ветви и листья дерева.

Дакридиум кипарисовый — вечнозелёное двудомное хвойное дерево высотой 35 м (изредка до 60 м). Три четверти длины ствола взрослого дерева покрыты ветками. Диаметр ствола — 1,5-2 м. Кора тёмно-коричневая или серая, волокнистая, по мере старения отпадает крупными, толстыми кусками. Древесина тёмно-красная. Молодые деревья имеют пирамидальную крону, взрослые — округлую верхушечную часть.
Молодые ветви многочисленны, тонкие, веточки висячие. Взрослые ветви немногочисленны, раскидистые, веточки тонкие, висячие. Листья тёмно-зелёные, бронзово-зелёные, красно-зелёные или оранжевые. Листья на молодых ветвях длиной 4-10 мм, шириной 0,5-1 мм, ладьевидные, острые, линейно-шиловидные, низбегающие. Листья на почти взрослых ветках изогнутые, ромбовидные, длиной 4 мм. Листья на взрослых ветвях похожие, но прилегающие, длиной 2-3 мм, жёсткие, слегка заострённые, треугольные.
Мужские и женские шишки находятся на раздельных растениях, появляется сначала на почти взрослых ветвях. Мужские шишки одиночные или парные, верхушечные, 5-10 мм, продолговатые. Пыльца жёлтая. Семяпочка одиночная. Плод содержит одно семя, расположенное на красном, мясистом образовании, сформировавшемся из стебля и листьев. Семена продолговатые или овально-продолговатые, длиной 3-4 мм, тёмно-коричневые.

## Использование
Плоды растения съедобны. В прошлом составляли важную часть рациона новозеландского народа маори. Являются источником сахара и смол. Древесина имеет большую ценность, в прошлом широко использовалась в строительстве и производстве мебели.